# Hildegard Adolphi

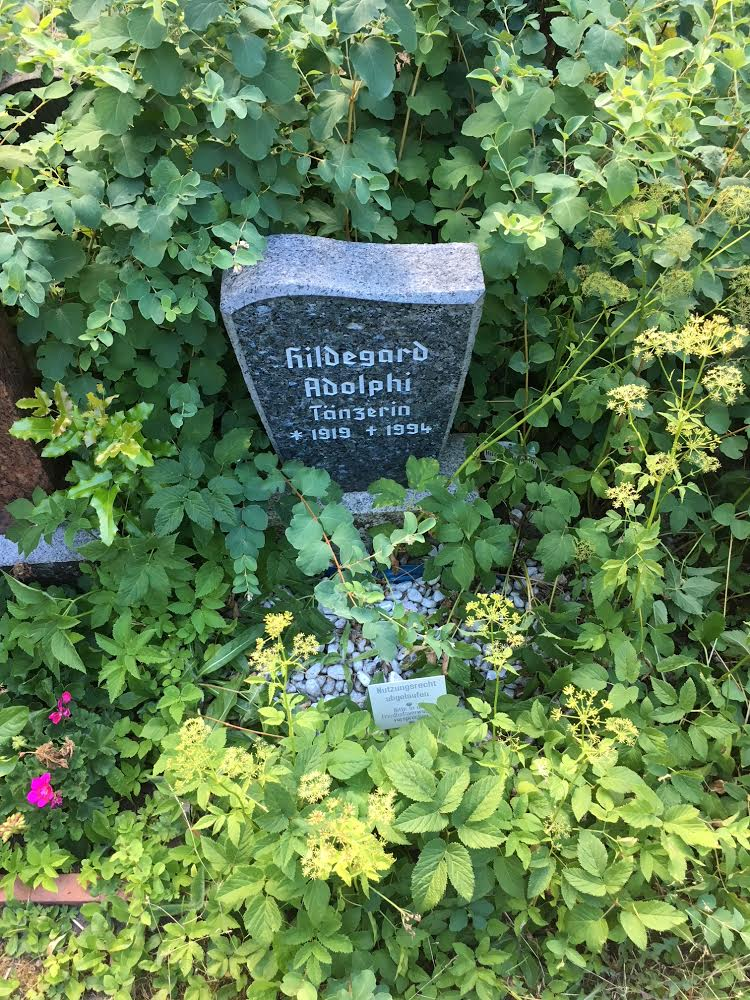
Grab von Hildegard Adolphi auf dem Friedhof Schöneberg III

Hildegard „Hilde“ Adolphi, auch Adolphi-Rühl (* 18. Juli 1919 in Schöneiche bei Berlin; † 21. März 1994), war eine deutsche Schauspielerin und Tänzerin.

## Leben
Hilde Adolphi war ab 1937 in mehreren abendfüllenden deutschen Tonfilmen zu sehen. In Helmut Käutners Revuefilm Wir machen Musik von 1942 war sie in ihrer ersten Filmrolle einer „der Spatzen“ in der gleichnamigen von Ilse Werner und Georg Thomalla angeführten Kapelle.
In dem Trümmerfilm Die Mörder sind unter uns, dem ersten deutschen Spielfilm der Nachkriegsgeschichte, spielte sie 1946 an der Seite von Hildegard Knef und Ernst Wilhelm Borchert unter der Regie von Wolfgang Staudte die tragende Rolle der Daisy. Ihre letzte bekannte Rolle spielte sie 1948 in dem Kriminalfilmdrama Affaire Blum, in dem sie das „süße Mädchen“ Alma gab.
Hildegard Adolphi wurde in Berlin auf dem Friedhof Schöneberg III, dem sogenannten „Künstlerfriedhof“, in der Nähe des Grabes von Marlene Dietrich beigesetzt. Ihr Grab wurde Anfang der 2020er Jahre aufgelöst.

## Filmografie (Auswahl)
- 1942: Wir machen Musik[8]
- 1946: Die Mörder sind unter uns[8]
- 1948: Affaire Blum[8]